# Avril Lavigne (album)
Avril Lavigne – piąty studyjny album kanadyjsko-francuskiej wokalistki Avril Lavigne. Został wydany 1 listopada 2013 przez Sony Music.

## Lista utworów
1. Rock N Roll - 3:26
2. Here’s To Never Growing Up - 3:34
3. 17 - 3:14
4. Bitchin' Summer - 3:30
5. Let Me Go – feat. Chad Kroeger - 4:27
6. Give You What You Like - 3:45
7. Bad Girl – feat. Marilyn Manson - 2:54
8. Hello Kitty - 3:16
9. You Ain't Seen Nothin' Yet - 3:13
10. Sippin' On Sunshine - 3:29
11. Hello Heartache - 3:49
12. Falling Fast - 3:13
13. Hush Hush - 3:59